# Marillac-le-Franc
Marillac-le-Franc là một xã thuộc tỉnh Charente trong vùng Nouvelle-Aquitaine tây nam nước Pháp. Xã này có độ cao trung bình 100 mét trên mực nước biển.